# Halowe Mistrzostwa Europy w Lekkoatletyce 1989 – skok wzwyż mężczyzn
Skok wzwyż mężczyzn – jedna z konkurencji technicznych rozgrywanych podczas halowych lekkoatletycznych mistrzostw Europy w  hali Houtrust w Hadze. Rozegrano od razu finał 19 lutego 1989. Zwyciężył reprezentant Republiki Federalnej Niemiec Dietmar Mögenburg. Tytułu zdobytego na poprzednich mistrzostwach nie bronił Patrik Sjöberg ze Szwecji.

## Rezultaty

### Finał
Opracowano na podstawie materiału źródłowego.
| Miejsce | Zawodnik              | Wynik | Uwagi |
| ------- | --------------------- | ----- | ----- |
| 1       | Dietmar Mögenburg     | 2,33  |       |
| 2       | Dalton Grant          | 2,33  |       |
| 3       | Aleksiej Jemielin     | 2,30  |       |
| 4       | Ralf Sonn             | 2,27  |       |
| 5       | Sorin Matei           | 2,27  |       |
| 6       | Siergiej Malczenko    | 2,24  |       |
| 7       | Jean-Charles Gicquel  | 2,24  |       |
| 8       | Panajotis Kontaksakis | 2,24  |       |
| 9       | Georgi Dykow          | 2,20  |       |
| 10      | Artur Partyka         | 2,20  |       |
| 11      | John Holman           | 2,20  |       |
| 12      | Gisle Ellingsen       | 2,15  |       |
| 12      | Lambros Papakostas    | 2,15  |       |
| 14      | Dominique Hernandez   | 2,15  |       |